# Conférence de presse de Charles de Gaulle du 27 novembre 1967
La conférence de presse du 27 novembre 1967 est une conférence de presse donnée au palais de l'Élysée par le général de Gaulle, alors président de la République française, qui est restée célèbre pour la déclaration qu'il y a faite à propos de l'État d'Israël, du sionisme et du peuple juif.

## Contexte
La conférence du 27 novembre 1967 se déroule plus de cinq mois et demi après la guerre des Six Jours (5 – 10 juin), au moment où la France a changé son attitude vis-à-vis d'Israël : elle a mis en place le 2 juin un embargo concernant les ventes d'armes à Israël, son conseil des ministres a publié un communiqué le 15 juin condamnant l'ouverture des hostilités par Israël, et elle a soutenu le 22 novembre la résolution 242 du Conseil de sécurité des Nations unies qui demande la fin de l'occupation militaire des territoires palestiniens par Israël.
D'autre part, quelques semaines avant cette conférence, le président de la République française visitait Auschwitz.

## Déclaration sur Israël
Interrogé sur la situation au Proche-Orient, Charles de Gaulle vint alors à déclarer que beaucoup se demandaient si « les Juifs, jusqu'alors dispersés, mais qui étaient restés ce qu'ils avaient été de tout temps, c'est-à-dire un peuple d'élite, sûr de lui-même et dominateur, n'en viennent, une fois rassemblés dans le site de leur ancienne grandeur, à changer en ambition ardente et conquérante les souhaits très émouvants qu'ils formaient depuis dix-neuf siècles : l'an prochain à Jérusalem ».
Cette déclaration est centrale dans l'étude du rapport entre de Gaulle et le sionisme.

## Réactions
La célèbre « petite phrase » relative au « peuple d'élite, sûr de lui-même et dominateur » eut un fort retentissement au sein de la société israélienne, des Français d'origine juive et aussi des nombreux politiciens sympathisants de la cause de l'État juif. Parmi ces réactions, on peut noter un dessin de Tim publié dans Le Monde du 3 – 4 décembre 1967, représentant un déporté juif derrière des barbelés d'un camp de concentration, décharné, portant l'étoile jaune, avec la main dans sa chemise à la manière de Napoléon, et le sous-titre « sûr de lui-même et dominateur »,.

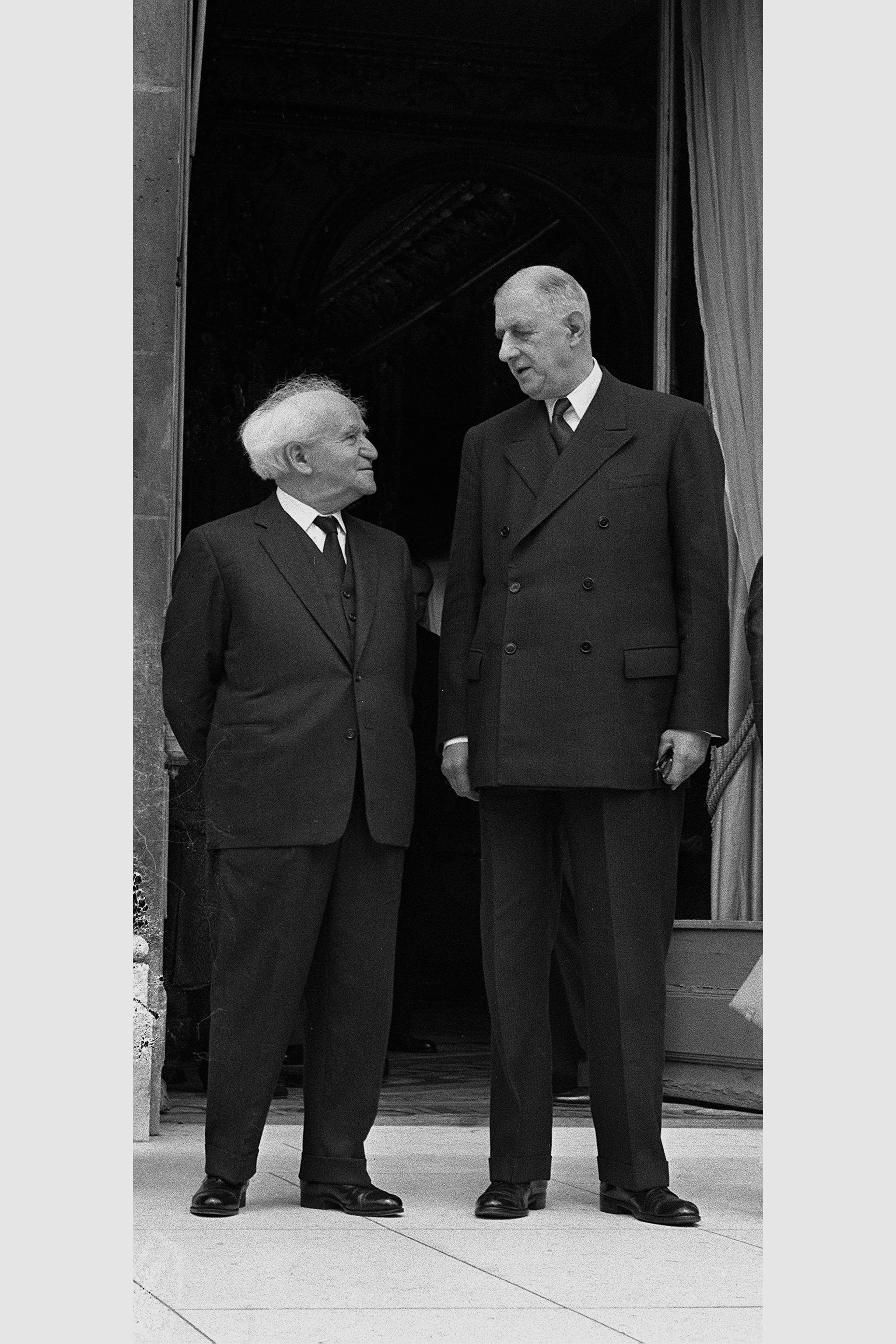
Ben Gourion et de Gaulle eu palais de l'Élysée en 1960.

Bien que certains soient allés jusqu'à taxer le président d'antisémitisme, certains dignitaires israéliens prirent cette déclaration pour une maladresse. De sa retraite, David Ben Gourion, qui a proclamé l'indépendance d'Israël en 1948 et en a été le premier Premier ministre, a ainsi écrit le 6 décembre 1967 au général de Gaulle une longue lettre déplorant « la critique injuste formulée par de nombreuses personnes en France, en Israël et dans d'autres pays qui, je pense, n'ont pas examiné vos propos avec tout le sérieux requis », lui indiquant néanmoins que son discours contenait « quelques propos attristants et inquiétants » et « des expressions surprenantes, dures et blessantes, basées sur des renseignements incorrects ou imprécis »,,. De Gaulle lui répond dans un courrier du 30 décembre. Ben Gourion rend public cet échange de lettres lors d'une conférence de presse le 9 janvier 1968 au Beit Sokolov (en) à Tel Aviv.
En 1973, Jean d'Escrienne, aide de camp du général de Gaulle, relate dans son ouvrage Le Général m'a dit, que de Gaulle lui aurait tenu les propos suivants, lors d'une promenade dans le parc de La Boisserie à Colombey les Deux Églises le dimanche suivant la conférence de presse :

« Je n'ai outragé personne ! Vous savez très bien que, quand on étudie un texte sérieusement et honnêtement, on n'isole pas une phrase de son contexte, à plus forte raison un mot à l'intérieur d'une phrase, sans quoi... on fausse l'idée exprimée. J'ai dit du peuple juif non pas qu'il était un peuple “dominateur”, mais qu'il était un “peuple d'élite, sûr de lui et dominateur” : il y a tout de même une sérieuse nuance ! Dans un sens, c'est même un compliment que j'ai fait aux Juifs ; j'aurais mieux compris leur réaction indignée, si j'avais dit, par exemple, qu'ils étaient outrecuidants, ce qu'ils sont cependant, en effet, bien souvent ! Quant à la “surprise” de l'opinion, dont vous parlez, vous savez l'avertissement que j'avais donné : la France considérerait comme agresseur celui qui tirerait le premier. Les juifs n'avaient qu'à ne pas tirer les premiers ! Le fait d'aimer ou de ne pas aimer le monde arabe n'a rien à voir dans l'affaire : ce monde arabe existe, et il est présent sur un territoire qui s'étend du Pakistan jusqu'à l'Atlantique. Ça aussi, c'est une réalité. »

À Jacob Kaplan, alors grand-rabbin de France, de Gaulle justifie que qualifier le peuple juif de peuple d'élite, sûr de lui-même et dominateur, « c'est plutôt flatteur, c'est un éloge. Je n'en dis pas autant des Arabes ! ». Il donne une explication similaire à Léo Hamon qu'il reçoit en audience après que celui-ci lui a fait part de son émoi dans une lettre.
Raymond Aron quant à lui, tout en reconnaissant « que le général de Gaulle a voulu... repousser les accusations d'antisémitisme élevées contre lui — et je m'en réjouis — accusations que je n'ai pas prises à mon compte », a anticipé dans son article « Le temps du soupçon », publié dans Le Figaro du 6 décembre 1967 (reproduit dans De Gaulle, Israël et les Juifs), les effets de cette déclaration qui désignait « le peuple juif » et non les seuls Israéliens :

« Définir un “peuple” par deux adjectifs [...] expliquer l'impérialisme israélien par la nature éternelle, l'instinct dominateur du peuple juif [...] Les Juifs de France ou, pour mieux dire, du monde entier, ont immédiatement saisi la portée historique des quelques mots prononcés le 28 novembre 1967. [...] Aucun homme d'État occidental n'avait parlé des Juifs dans ce style, ne les avait caractérisés comme “peuple” par deux adjectifs. [...]
Le général de Gaulle a, sciemment, volontairement, ouvert une nouvelle période de l'histoire juive et peut-être de l'antisémitisme. Tout redevient possible. Tout recommence. Pas question, certes, de persécution : seulement de “malveillance”. Pas le temps du mépris : le temps du soupçon. »

— De Gaulle, Israël et les Juifs, p. 15–18.
Pierre Vidal-Naquet rapproche le qualificatif « dominateur » d'un thème classique de l'antisémitisme, la théorie du complot juif, qui se manifeste notamment dans Les Protocoles des Sages de Sion.